# Sam Rice
Pour les personnes ayant le même patronyme, voir Rice.

Edgard Charles Rice, dit Sam Rice (Morocco, 20 février 1890 - Rossmoor, 13 octobre 1974), est un ancien joueur américain de baseball ayant évolué en Ligue majeure de baseball de 1915 à 1934. Il est élu au Temple de la renommée du baseball en 1963. 

## Carrière
Sam Rice joue pour les Senators de 1915 à 1933, principalement au poste de champ droit. Il gagne les World Series en 1925. Au cours de cette série mondiale, il signe un attrapé spectaculaire décisif : il prend la balle au vol en plongeant en tribune permettant ainsi d'éviter un coup de circuit qui aurait remis les deux formations à égalité en huitième manche lors du match trois. Une polémique suivit cette décision arbitrale car le mystère plana sur le fait que Rice avait bien garder le contrôle de la balle. Ce dernier refusa de s'exprimer sur ce point, refusant même l'argent promis par un grand quotidien pour l'exclusivité de cette histoire : « je n'ai besoin de cet argent. Le mystère est plus amusant... ». La polémique fut si vive, que Rice rédigea une lettre à n'ouvrir qu'après sa mort. Il y confirmait bien qu'il n'avait jamais perdu le contrôle de la balle.
Spécialiste du vol de base, il en accumule 351 au cours de sa carrière dont 63 en 1920, année où il domine ce classement en Ligues majeures.
Il termine sa carrière chez les Cleveland Indians en 1934.